# Kay Nehm
Kay Nehm (* 4. Mai 1941 in Flensburg) ist ein deutscher Jurist. Als Nachfolger von Alexander von Stahl war er vom 7. Februar 1994 bis zum 31. Mai 2006 Generalbundesanwalt der Bundesrepublik Deutschland.

## Leben

### Jugend
Sein Vater Eduard Nehm war von 1961 bis 1973 Generalstaatsanwalt des Landes Schleswig-Holstein in Schleswig, wo Kay an der Domschule das Abitur ablegte. Nehm absolvierte den Wehrdienst (inzwischen Major der Reserve) und studierte danach von 1964 bis 1968 in München, Freiburg im Breisgau und Kiel. Nach Referendardienst und zweitem Staatsexamen drei Jahre später wurde er 1972 Staatsanwalt in Kiel, von dort aber schon 1973 als wissenschaftlicher Mitarbeiter an die Bundesanwaltschaft abgeordnet. 1978 wechselte er zum Bundesverfassungsgericht und war dort Mitarbeiter des Richters Walter Rudi Wand.

### Staatsanwalt
1980 kehrte Nehm zur Bundesanwaltschaft zurück und wurde zunächst zum Oberstaatsanwalt befördert. Die Beförderung zum Bundesanwalt folgte 1988. Ab 1991 gehörte er als Richter dem 4. Strafsenat des Bundesgerichtshofes an. Drei Jahre später wurde er zum Generalbundesanwalt und damit zum Leiter der Bundesanwaltschaft bestellt.
2003 führte Nehm Ermittlungen im Rahmen der Sahara-Geiselnahme durch.
In seinem Amt vertrat er teils kontroverse, rechtlich-stringente Entscheidungen. So verlangte er etwa bei der Verfolgung von terroristischen Straftaten, dass US-Dienste ihre Quellen und Beweise gegenüber seiner Behörde vollständig offenlegen. Nur dann sei eine Beweisverwertung zum Nachteil des Beschuldigten möglich, was die Rechtsprechung bestätigte.

### Ruhestand
Nehm trat am 31. Mai 2006 in den Ruhestand. Seine Nachfolgerin war Monika Harms.
Kay Nehm wurde Präsident der Deutschen Akademie für Verkehrswissenschaft. Der Bund gegen Alkohol und Drogen im Straßenverkehr verlieh ihm 1998 die Senator-Lothar-Danner-Medaille.
Seit 2010 ist er Präsident des Deutschen Verkehrsgerichtstages. Beim Deutschen Verkehrsgerichtstag 2010 schlug Kay Nehm eine neue Rechtskategorie vor – den Denkzettel. Damit sollen künftig Fahrzeughalter konfrontiert werden, wenn bei einem Verkehrsverstoß die elektronischen Überwachungssysteme versagen und der Fahrzeugführer nicht ermittelt werden kann. Nehm forderte zudem im Rahmen des Verkehrsgerichtstages 2013 schärfere Kontrollen für vermeintliche „Rüpel-Radler“, weswegen unter anderem Die Zeit Nehm eine „populistische Rüpelradler-Attacke“ vorwarf.
Der parteilose Nehm ist verheiratet und hat eine Tochter.

### Kritik
Seine Eignung als Präsident des Deutschen Verkehrsgerichtstages wurde in Frage gestellt, da er sich einseitig als Befürworter des Automobilverkehrs positionierte und gegen Fahrradfahrer polemisierte. So behauptete er, kaum ein Radler halte sich an die Verkehrsregeln, konnte dies aber nur auf eine „persönliche Statistik“ stützen und unterschlug zudem, dass an rund 60 Prozent der Unfälle von Fahrrädern mit Autos die Kraftfahrzeugfahrer die Hauptschuld tragen. Er erfüllt nach Ansicht seiner Kritiker nicht die nötige Überparteilichkeit für das Amt des Präsidenten des Verkehrsgerichtstages.
Der UNO-Sonderberichterstatter Leandro Despouy erhob im Jahr 2007 den Vorwurf der politischen Einflussnahme auf die deutsche Justiz, nachdem sowohl Kay Nehm in Funktion des Generalbundesanwalts im Februar 2005 als auch Nehms Nachfolgerin Monika Harms im April 2007 ablehnten, gegen den früheren US-Verteidigungsminister Donald Rumsfeld und 13 weiteren hochrangigen Persönlichkeiten aus Politik und Militär wegen Verstößen gegen das Völkerrecht und die UN-Antifolterkonvention zu ermitteln. 
Beide Strafanzeigen stellte der Berliner Fachanwalt für Strafrecht Wolfgang Kaleck, der sich auf das seit 2002 in Deutschland geltende Völkerstrafgesetzbuch beruft.
Kay Nehm veranlasste den Einsatz der verdeckten Ermittlerin Iris P. in der Roten Flora. Dieser Einsatz wurde stark kritisiert.

## Werke (Auszug)
- Straflose Straftaten? Zur Rettung verfassungswidriger Strafgesetze durch Absehen von Strafe (Vortrag vom 17. Februar 1997), Heidelberg 1999. ISBN 3-8114-9599-2.
- Die Zuständigkeit des Generalbundesanwalts für die Verfolgung extremistischer Einzeltäter. (Vortrag vom 8. Mai 2001), Beck, München 2002, ISBN 3-406-48632-0.
- Das nachrichtendienstliche Trennungsgebot und die neue Sicherheitsarchitektur. In: NJW. 2004, S. 3289 bis 3295.